# Comatacta nautlana
Comatacta nautlana är en tvåvingeart som beskrevs av Townsend 1908. Comatacta nautlana ingår i släktet Comatacta och familjen parasitflugor. Inga underarter finns listade i Catalogue of Life.